# Puritanerna (opera)

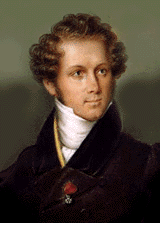
Vincenzo Bellini

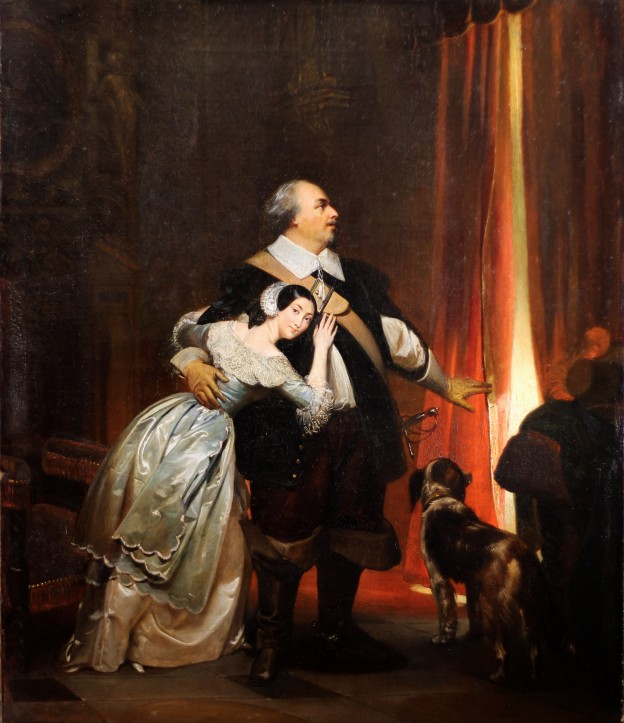
Luigi Lablache och Giulia Grisi på the King's Theatre, London 1835.

Puritanerna (italienska: I puritani di Scozia, eller endast I puritani) är en opera i fyra akter av Vincenzo Bellini. Librettot av Carlo Peopoli bygger på ett drama Têtes Rondes et Cavaliers av Jacques-Arsène Ancelot och Joseph Xavier Boniface Saintine, i sin tur efter Walter Scotts Old Morality.

## Historia

### Bakgrund
På våren 1833 lämnade Bellini Italien. Han begav sig först till London där tre av hans operor i april uppfördes med stor framgång. I augusti reste han vidare till Paris. Under 1830-talet, tiden mellan Julirevolutionen 1830 och Februarirevolutionen 1848, upplevde den franska huvudstaden ett kraftfullt konstnärligt uppsving. I de rika emigranternas praktfulla salonger och i den uppåtsträvande och sensationslystna borgarklassens hem beundrades och hyllades virtuoser som Paganini, Liszt och Chopin, inte bara för deras musikaliska skicklighet utan även för deras romantiska konstnärsattityd. Prinsessan Christina Belgioioso, som Bellini redan kände från sin tid i Milano, presenterade i sin salong tonsättaren för bland andra Heinrich Heine (som i sin novell Florentinska nätter ger en träffande men kanske något smickrande beskrivning av Bellini), och blev bekant med Chopin, Ferdinand Hiller och Ferdinando Paër. Viktigare blev dock stöder från Rossini, som vid den här tiden visserligen hade slutat att komponera operor, men som även i fortsättningen förblev en framstående personlighet i det parisiska musiklivet. Den storsinte Rossini, som alltid var villig att ge yngre kolleger en hjälpande hand, ordnade så att Bellini fick i uppdrag att skriva en opera för det italienska operasällskapet Comédie-Italienne.
Vid sidan om Académie Royale, där man spelade Grand opéra såsom Rossinis Wilhelm Tell eller Meyerbeers Robert le Diable, och Opéra-Comique, där man bjöd på romantiska och äventyrliga verka av Adolphe Adam eller Boieldieu, kunde Comédie-Italienne erbjuda musikaliska godbitar ur den italienska repertoaren framförda av tidens mest berömda italienska sångare. De höga förväntningarna sporrade den även annars anspråksfulle Bellini. Han rådfrågade Rossini beträffande orkestreringen och finslipade libretto och musik in i det sista. Vid uruppförandet 24 januari 1835 möttes Bellini inte bara av publikens jubel, utan lovordades även av sina tonsättarkolleger. Genom fint melodiarbete i solopartier och kvartetter blev det från början en stor publiksuccé och operan ingår fortfarande i repertoaren hos flera operahus. Den svenska premiären ägde rum på Stockholmsoperan den 7 april 1851.

### Operans två versioner
De italienska operakompositörerna välkomnade under den här tiden engelska ämnen, till exempel Rossini med Elisabetta, regina d'Inghilterra och Donizetti med Anna Bolena. Talrika libretton byggde på romaner av sir Walter Scott, som även var upphovsman till den teaterpjäs som ligger till grund för Puritanerna. Bellini arbetade parallellt med två versioner av operan. Den ena var avsedd för Paris, medan den andra var tänkt för Neapel. I den senare var de enskilda partierna anpassade för andra sångarstjärnor, vilket föranledde Bellini att göra talrika ändringar i sångstämman. Den franska operastilen med dess förkärlek för stora tablåer och dekorativt illustrerade scener, där orkesterns klangfärg spelade en betydligt viktigare roll än i Italien, utövade ett stort inflytande på musiken till Puritanerna. Men det är inte bara den färgstarka orkestreringen, som sörjer för såväl den heroiska stämningen som naturskildringarna (soluppgången i operans början, ovädersscenen i början av tredje akten), som visar hur känslig Bellini var inför den franska smaken, utan även den modebetonade danskaraktär som operan fick vid uruppförandet i Paris. När Elvira gör entré som lycklig brud, gestaltar Bellini detta som en polonäs och Giorgios vädjan om medlidande, arian "Se tra il buio un fantasma vedra", är skriven i valstakt.
Just andra aktens final visar med vilken inspiration och kompositionsmässig omsorg Bellini tecknade sina rollgestalter. Istället för med den romantiska operans sedvanliga stora ensemblefinal avslutar Bellini andra akten med Riccardos och Giorgios tredelade duett. Den vädjande F-dur-delen övergår i den dämpade och spänningsfyllda f-moll-delen: Giorgio gör klart för Riccardo att Elvira inte kommer att överleva Arturos död och att hennes död kommer att tynga hans samvete. Riccardo kan inte motstå den känslosamma, Chopinliknande melodin: Rörd till tårar är han beredd att ge upp tanken på hämnd.

### Höga F

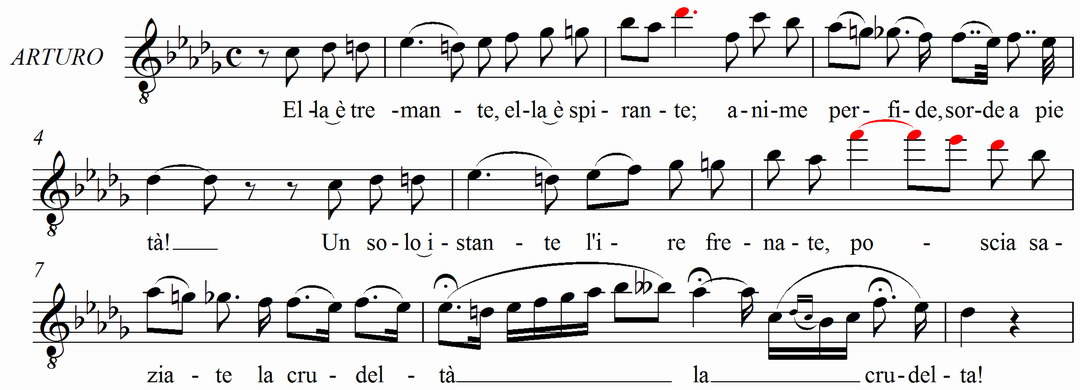
Exempel 1 De höga f-tonerna är rödmarkerade

Tenorer sjunger en oktav lägre än vad noterna anger.
I akt 3 förekommer en ensemblescen (Credeasi, misera) för vilken Bellini lät rollgestalten Arturo sjunga höga F4 i tvåstrukna oktaven, tre tonsteg över höga c för tenorer. Tonerna är bland de högsta som krävs inom operarepertoaren för tenorer och sjungs vanligtvis i falsett eller nedtransponerade. (Se Exempel 1)

## Personer
- Lord Gualtiero Valton/Walter Walton, ståthållare och puritan (basstämma)
- Sir Giorgio/George, hans bror och tidigare puritansk överste (basstämma)
- Lord Arturo/Arthur Talbot, kavaljer och Stuartanhängare (tenor)
- Sir Riccardo/Richard Forth, kapten och puritan (baryton)
- Sir Bruno Roberton, officer och puritan (tenor)
- Elvira, lord Valtons dotter (sopran)
- Enrichetta di Franca/Henrietta Maria av Frankrike, Karl I av England:s änka, under namnet Dama di Villa Forte (sopran)
- Soldater, puritaner, fästningens garnison, damer (kör)

## Handling
Operan utspelar sig nära Plymouth under det engelska inbördeskriget.
Akt I
I lord Valtons slott förbereder man bröllopet för lordens dotter Elvira. Hon skulle egentligen ha gift sig med puritanen Riccardo, men hennes farbror, den godhjärtade Giorgio har övertalat sin broder att låta Elvira gifta sig med sin älskade Arturo, som är Stuartanhängare. Under festen upptäcker Arturo en fånge, änkan efter den avrättade kung Karl I. Plikten segrar över kärleken, och Arturo hjälper drottningen att fly. Elvira känner inte till anledningen till att brudgummen har lämnat bröllopsfestligheterna, och mister förståndet ("Qui la voce").
Akt II
I slottet sörjer man Elviras öde. Den medkännande Giorgio vädjar till Riccardo, eftersom han vet att goda underrättelser skulle kunna återge Elvira hennes förstånd. Riccardo ger på Giorgios begäran upp alla anspråk på Elviras hand och vill dra i fält för puritanernas sak.
Akt III
Arturo döms i sin frånvaro till döden, men återvänder hem. På slottet träffar han Elvira som av lyckan återfår förståndet. Men Arturo upptäcks och grips. Elviras medvetande fördunklas på nytt. Men i sista stund kommer ett bud om att Oliver Cromwell har besegrat rojalisterna och utfärdat amnesti åt alla och att Arturo benådats. Elvira återfår på nytt förståndet och de lyckliga tu kan äntligen fira bröllop.

## Berömda arior
- Akt 1. Or dove fuggo ... Ah, per sempre (Riccardo); A te, o caro (Arturo).
- Akt 2. Cinta di fiori (Giorgio); Qui la voce sua soave (Elvira, Giorgio och Riccardo)
- Akt 3. A una fonte afflitto e solo (Arturo och Elvira); Vieni fra queste braccia (Arturo och Elvira).

## Diskografi (urval)
- I puritani. Pavarotti, Sutherland, Ghiaurov, Luccardi, Caminada, Cappuccilli. Royal Opera House Covent Gardent Choir and Orchestra. Bonynge, dirigent. Decca (ADD) 417 588-2. 3cd.[2]